# Potołówek
Potołówek – wieś w Polsce położona w województwie kujawsko-pomorskim, w powiecie radziejowskim, w gminie Bytoń
W latach 1975–1998 miejscowość położona była w województwie włocławskim.

## Historia
Wieś wymieniona przez Bolesława Chlebowskiego w Słowniku w wieku XVIII przy okazji opisu dóbr Płowce alias Blewo. Dobra Potołówek nabył wówczas Paweł Dąbski od Michała Walewskiego. Działo się to w roku 1746.